# Lago Sarez
El Lago Sarez (en tayiko: Сарез) es un cuerpo de agua en el distrito Rushon de la provincia de Gorno - Badakhshan, en el país centro asiático de Tayikistán. Cubre una longitud de alrededor de 75,8 kilómetros, unos cientos de metros de profundidad, con una elevación de la superficie del agua de 3263 m sobre el nivel del mar y un volumen de agua de más de 16 km³. Las montañas se elevan alrededor de 2.300 m sobre el nivel del lago.
El lago se formó en 1911, después de un gran terremoto, cuando el río Murghab fue bloqueado por un deslizamiento de tierra. Los científicos creen que la presa que fue formada por el terremoto, conocida como la presa Usoi, es inestable dada la sismicidad local y que el terreno por debajo del lago se encuentra en peligro de inundación catastrófica si la presa llegara a fallar durante un futuro terremoto. 
Shadau es un pequeño cuerpo de agua al suroeste de la presa de Usoi y al oeste del Lago Sarez. 